# Gustavo Palazio
Gustavo Palazio (fl. XX secolo) è stato uno sceneggiatore, paroliere e autore televisivo italiano.

## Biografia
Autore teatrale (Anche le figlie di Maria portano i jeans, con Erminio Macario) e televisivo, collaborò soprattutto con Leo Chiosso e Marcello Marchesi. Come paroliere scrisse canzoni per il Quartetto Cetra (Stasera sì, Chissà come farà), Ornella Vanoni (Ma come ho fatto), Gianna, Betty Curtis, Lara Saint Paul, Enzo Jannacci e Gianni Nazzaro.
Per il cinema fu sceneggiatore di cinque film tra il 1973 e il 1981. Scrisse inoltre un episodio della serie televisiva Storie italiane (La morte addosso, del 1971, diretto da Mario Chiari) e apparve come attore nella serie di produzione italo-svizzera Interbang!? o Le 7 torri di Pisa, del 1984.

## Filmografia
- Fra' Tazio da Velletri, regia di Romano Gastaldi (1973)
- La ragazza fuoristrada, regia di Luigi Scattini (1973)
- Il figlioccio del padrino, regia di Mariano Laurenti (1973)
- Baila guapa, regia di Adriano Tagliavia (1979)
- Care amiche mie, regia di Alessandro Metz (1981)

## Programmi televisivi
- La domenica è un'altra cosa (Programma Nazionale, 1969-1970)
- Jolly (Secondo Programma, 1970-1971)
- Stasera sì (Secondo Programma, 1971)
- L'appuntamento (Programma Nazionale, 1973)
- L'occasione (Secondo Programma, 1973)
- Ma che scherziamo? (Rete 2, 1976)
- Il guazzabuglio (Rete 1, 1977)
- L'amico della notte (Rete 1, 1977)
- È permesso? (Rete 1, 1979)
- Buonasera con... Carlo Dapporto (Rete 2, 1980)[2]
- Premiatissima (Canale 5, terza edizione, 1984)